# Свин-паук
Свин-Паук (англ. Spider-Ham), также известный как Питер Поркер (англ. Peter Porker) — персонаж вселенной Marvel, антропоморфная зверюшка, пародирующая популярного персонажа Marvel Comics Человека-паука, созданный Томом де Фалко и Марком Армстронгом.

## Вымышленная биография
Свин-Паук был обыкновенным пауком по имени Питер. Он жил в подвале лаборатории Мэй Поркер, слегка туповатой зверушки-учёной, которая разработала «первый в мире атомный фен», надеясь, что «введение ядерного синтеза в американские салоны красоты» повлечёт за собой «революцию в сфере ухода за волосами». После того, как Мэй намочила голову и включила фен, она попала под облучение, часть которого случайно задела и Питера. Это привело к его превращению в антропоморфную свинью, схожую с Мэй Поркер. Бежавший из усадьбы Поркеров, Питер вскоре обнаружил, что у него сохранились его паучьи способности:
«Это невероятно! Я паук с недостатками свиньи? Или свинья с силой и ловкостью паука? Я стал кем-то большим, чем просто паук или свинья… Теперь я. Свин-Паук!» — Питер Поркер, Потрясающий Свин-Паук #15 (май 1987)
После этого поразительного события Питер, (взявший фамилию «Поркер», в честь Мэй Поркер, которая после инцидента стала считать, что является любящей тётушкой Питера) со своими новыми способностями стал борцом с преступностью, а также антропоморфными злодеями, являющимися пародией на суперзлодеев вселенной Marvel. Научный гений Мэй передался Питеру, благодаря которому он разработал устройство для метания паутины, заменившее его естественную способность. Этой истории противоречат события в комиксе «Ошалелый Салат» (Свин-Паук #6) где Питер Поркер, навещая Мэй в больнице, вспоминает события, происходящие до того, как он стал Свином-Пауком — когда он был ещё поросёнком, воспитываемым любящей тётушкой.

### Злоключения
Первым приключением Поркера в своём паучьем альтер эго стало знакомство с Капитаном Америкотом, когда они пытались сорвать гнусные планы «Мародёров». Цепочка событий привела к созданию Кролика-Халка (Marvel Tales #1, «Если Он Должен Побить Меня»).
Несколько месяцев спустя, Свин-Паук встречает своего главного противника одного из регулярно появляющихся негодяев Кряктора Дума, пародию на Доктора Дума (Питер Поркер, Потрясающий Свин-Паук #1, «Таинственный Остров Кряктора Дума»). Свин-паук сорвал план Дума по установлению мирового господства путём создания армии живых супер-овощей (Питер Поркер, Потрясающий Свин-Паук #6, «Очумелая Зелень»).
Другими достойными внимания врагами, с которыми пришлось столкнуться Поркеру, стали Бык-Лягушка (пародия на злодея Marvel Человека-быка), Канюк (опоссум, пародия на Стервятника), Борозилла (свиной вариант Годзиллы), и Кабан (криминальный воротила, пародия на Амбала).
Кроме того есть три персонажа, не имеющие параллелей в комиксах о Человека-пауке, появившиеся в первом выпуске: Джей Джереми Джакал (племянник Джей Диена Джакала), Кролик Бансон и Адам Бродяга, которые работают стажёрами в Дейли Бьюгл. У них появились супер-силы в 15 выпуске, когда они поддержали Свина-Паука в его уже принятом решении оставить карьеру супергероя. Но они полностью провалили своё первое задание, что заставило Питера Поркера вновь стать Свином-Пауком. Дальнейшие злоключения Бигль Бригадурков были описаны в Marvel Tales.
Также в серии появлялись такие персонажи, как Оленья башка (Сорвиголова), Призрачный Гусь (Призрачный гонщик) и Фантастическая Шкурка (Фантастическая четвёрка). Некоторые из них были противоречивы, представляя собой различные версии персонажей других комиксов. К примеру, было два двойника Нэмора: Подволайзер (собака) и Подсумок (вероятно, вомбат). Однако Упрямый Факел (осёл), появившийся в сюжете про Подсумка и член Фантастической Шкурки Обезьяна-факел не являются двумя вариантами Человека-факела, поскольку Упрямый Факел был изображён, как старец в 1980-х и называл Подсумка «старым соратником», очевидно являясь аналогом Человека-факела из Золотой эры комиксов.

### Marvel Zombies
Когда Свин-Паук случайно попал во вселенную Marvel Zombies, он сразу был зомбирован группой зомби, а именно: Полковником Америка, Халком и Росомахой. Внезапный выстрел в голову энергетической пулей Альтрона с Земли-616 фактически убил его, но, будучи зомби, Свин-Паук превратился в Кабаннала Лектера.

### Spider-Verse
Во сюжетной линии Spider-Verse Свин-Паук становится членом Армии Пауков, сражающейся против Наследников. Он сыграл ключевую роль в финале противостояния, когда он помог сбежать Бенджи Паркеру (младший брат Женщины-паука с Земли-982) — одной из трёх жертв, необходимых Наследникам для уничтожения Паучьего тотема, что позволило Бену Паркеру переместить Бенджи в безопасное место.

### Secret Wars
Во время Тайных войн Secret Wars, Свин-Паук оказался пленником мэра Арахнии Нормана Озборна в новом Мире Битв, где он наткнулся на Гвен-паук, забывшей своё прошлое.

## История публикации
Впервые Свин-Паук появился в единичном выпуске Marvel Tails Starring Peter Porker, the Spectacular Spider-Ham #1, за которым последовал выходящий два раза в месяц цикл комиксов Питер Поркер, Потрясающий Свин-Паук. В этой серии было 17 выпусков, которые были изданы принадлежащей Marvel Star Comics.
После отмены его собственной серии, в Marvel Tales с 1987 года ежемесячно выходила серия, рассказывающая о прошлых приключениях Человека-паука в которой присутствовал Поркер, начиная с выпуска #201. Он появлялся периодически, в частности, в выпусках #201-212, 214—219, 223—230, 233, 236, 237, 239, 240, и 247.
- В выпуске #3 журнала Что за--?! (издан в октябре 1988 г.) Поркер встречается с Кар-Вейном Охотником, что является пародией на популярную серию «Kraven's Last Hunt», которая была издана годом ранее. Свин-Паук также появляется в #18, 20, 22 и 24 выпусках Что за--?!. В 26 выпуске (осень 1993 г.) фигурирует «Свин-Паук 15.88», ироничная копия Питера Паркера из будущего, по имени Мигель О’Хара, также известный как Человек-паук 2099. «15.88» — это не дата, а, скорее аллюзия на цену свинины.

- Свин-Паук присутствовал на обложке журнала Wha...Huh? #1, а также он упоминался как вымышленный персонаж с Земли-616 Вселенной Марвел, в 52 выпуске Поколение X.
- В Spider-Man Family #1 (единичный выпуск в 2005 г.) на 16 страницах рассказывается история истории Девушки-паука, в которой Мей Паркер (дочь Питера Паркера) на DVD смотрит мультфильм про Свина-паука, обнаружив, что он был создан одним из врагов Человека-паука, Джеком О’Лантерном. Здесь главным образом Свин-Паук пародирует Бэтмена. Также в выпуске присутствует частичная перепечатка из Marvel Tails #1.
- Свин-Паук был выбран поклонниками и продавцами ларьков комиксов в качестве персонажа вариантной обложки кроссовера Spider-Man: The Other за авторством Майка Виринго в Amazing Spider-Man #528.
- В январе 2007 года Джозеф Майкл Стражински написал единичный выпуск Ultimate Гражданская война Свина-Паука, в которой Питер Поркер пытался найти свои пропавшие «облачка мыслей». Этот сюжет, пародирующий Civil War, не входит в историю основной реальности Свина-Паука.
- Том де Фалко вернулся ко вселенной Свина-Паука в 2009 году, на страницах Amazing Spider-Man Family #4-5. Он вводит Девушку-Хрюшку, дочь Свина-Паука, являющуюся двойником другого персонажа де Фалко, Девушки-паука. В очередной раз сюжет отклоняется от устоявшейся истории, к примеру, описывается альтернативная версия происхождения паучьих способностей Питера Поркера — он был обыкновенной свиньей, пока его не укусил радиоактивный паук (непосредственно повторяя историю Человека-паука). Также меняются его романтические предпочтения (вместо двойника Мэри Джейн Уотсон девушки-буйвола появляется девушка-журавль.
- Свин-Паук сражался бок о бок с X-Babies в выпуске #4 (март 2010) из мини-серии 2009—2010 годов.
- К юбилею Питер Поркер, Потрясающий Свин-Паук #1, Marvel выпустила Spider-Ham 25th Anniversary Specia в июле 2010 года. Автором вновь выступил Том де Фалко, продолживший повествование о Свине-Пауке и Девушке-Хрюшке. В этих историях фигурировал оригинальный Свин-Паук вместе с Мэри Джейравль Уотсвин из Amazing Spider-Man Family.

## Другие персонажи
На Земле-8311 было показано множество разнообразных пародий на персонажей вселенной Marvel.
| Персонаж                                         | Пародируемый персонаж Marvel   | Животное                                     | Первое появление                                                  |
| ------------------------------------------------ | ------------------------------ | -------------------------------------------- | ----------------------------------------------------------------- |
| Свин-Паук / Питер Поркер                         | Человек-паук                   | Паук/Свинья                                  | Marvel Tales Starring Peter Porker, the Spectacular Spider-Ham #1 |
| Свин-Паук 15.88 / Пигль О’Малли                  | Человек-паук 2099              | Паук/Свинья                                  | What The--?! #26                                                  |
| Мэй Поркер                                       | Тётя Мэй                       | Свинья                                       | Marvel Tales Starring Peter Porker, the Spectacular Spider-Ham #1 |
| Мерин Джей Уотсон                                | Мэри Джейн Уотсон              | Азиатский буйвол                             | Peter Porker, the Spectacular Spider-Ham #15                      |
| Мэри Джейравль Уотсвин                           | Мэри Джейн Уотсон              | Журавль                                      | Amazing Spider-Man Family #4                                      |
| Джей Диена Джакал/Чёрный Шакал                   | Джей Джона Джеймсон            | Шакал                                        | Marvel Tales Starring Peter Porker, the Spectacular Spider-Ham #1 |
| Вампиретти Брант                                 | Бетти Брант                    | Летучая мышь                                 | Peter Porker, the Spectacular Spider-Ham #15                      |
| Мураветти Брантоед                               | Бетти Брант                    | Муравьед                                     | Marvel Tales #230                                                 |
| Флеш Томскот                                     | Флэш Томпсон                   | Кошка                                        | Peter Porker, the Spectacular Spider-Ham #15                      |
| Кис Бездоман                                     | Лиз Аллан                      | Кошка                                        | Peter Porker, the Spectacular Spider-Ham #15                      |
| Отряд Вафля                                      | Отряд Альфа (Marvel Comics)    | Различные                                    | Peter Porker, the Spectacular Spider-Ham #6                       |
| Тыквети/Морж Леймбрански (Отряд Вафля)           | Йети                           | Морж                                         | Peter Porker, the Spectacular Spider-Ham #6                       |
| Подснежник (Отряд Вафля)                         | Снежная птица                  | Неизвестно                                   | Peter Porker, the Spectacular Spider-Ham #6                       |
| Плошайба (Отряд Вафля)                           | Шайба                          | Бобёр                                        | Peter Porker, the Spectacular Spider-Ham #6                       |
| Арома (Отряд Вафля)                              | Аврора                         | Скунс                                        | Peter Porker, the Spectacular Spider-Ham #6                       |
| Оленья башка /Матью Мордак                       | Сорвиголова                    | Олень                                        | Peter Porker, the Spectacular Spider-Ham #7                       |
| Кей-Мар Подволайзер                              | Нэмор                          | Собака                                       | Peter Porker, the Spectacular Spider-Ham #10                      |
| Подсумок                                         | Нэмор (Золотая Эра)            | Вероятно, Вомбат)                            | Peter Porker, the Spectacular Spider-Ham #9                       |
| Упрямый факел                                    | Человек-факел                  | Осёл                                         | Peter Porker, the Spectacular Spider-Ham #9                       |
| Призрачный Гусь                                  | Призрачный гонщик              | Гусь                                         | Marvel Tales Starring Peter Porker, the Spectacular Spider-Ham #1 |
| Кряктор Дум                                      | Доктор Дум                     | Утка                                         | Peter Porker, the Spectacular Spider-Ham #1                       |
| Канюк                                            | Стервятник                     | Опоссум                                      | Peter Porker, the Spectacular Spider-Ham #2                       |
| Бык-Лягушка                                      | Человек-Бык                    | Лягушка                                      | Peter Porker, the Spectacular Spider-Ham #2                       |
| Доктор Осьмикот                                  | Доктор Осьминог                | Кошка                                        | Peter Porker, the Spectacular Spider-Ham #17                      |
| Кролик-Халк / Доктор Брюс Банзаяр                | Халк                           | Кролик                                       | Marvel Tails Starring Peter Porker, the Spectacular Spider-Ham #1 |
| Капитан Америкот / Стив Мышелов                  | Капитан Америка                | Кошка                                        | Marvel Tales Starring Peter Porker, the Spectacular Spider-Ham #1 |
| Кабан                                            | Амбал                          | Свинья                                       | Peter Porker, the Spectacular Spider-Ham #12                      |
| Ос-Сторонний                                     | Потусторонний                  | Оса                                          | Peter Porker, the Spectacular Spider-Ham #12                      |
| Борозилла                                        | Годзилла                       | Свинья/Ящерица                               | Peter Porker, the Spectacular Spider-Ham #8                       |
| Механическая Борозилла                           | Механическая Годзилла          | Свинья                                       | Peter Porker, the Spectacular Spider-Ham #8                       |
| Хобгоблюк                                        | Хобгоблин                      | Индюк                                        | Peter Porker, the Spectacular Spider-Ham #15                      |
| Мурло                                            | Кло                            | Медведь                                      | Marvel Tales #207                                                 |
| Чёрная сошка                                     | Чёрная кошка                   | Сом                                          | Marvel Tales #207                                                 |
| Кар-Вейн Охотник                                 | Крэйвен-охотник                | Ворон                                        | What The--?! #3                                                   |
| Краквейн Похотник                                | Крэйвен-охотник                | Рак                                          | Spider-Ham 25th Anniversary Special #1                            |
| Док Клаксон                                      | Док Самсон                     | Моллюск                                      | Peter Porker, the Spectacular Spider-Ham #16                      |
| Кроктор Стрэндж                                  | Доктор Стрэндж                 | Крокодил                                     | Peter Porker, the Spectacular Spider-Ham #4                       |
| Москито                                          | Магнето                        | Комар                                        | Peter Porker, the Spectacular Spider-Ham #2                       |
| Жуки-X                                           | Люди Икс                       | Разные (насекомые)                           | Peter Porker, the Spectacular Spider-Ham #2                       |
| Железная мышь                                    | Железный человек               | Мышь                                         | Peter Porker, the Spectacular Spider-Ham #3                       |
| Нагнето                                          | Магнето                        | Лошадь                                       | Peter Porker, the Spectacular Spider-Ham #3                       |
| Трр Громопёс                                     | Тор                            | Собака                                       | Peter Porker, the Spectacular Spider-Ham #5                       |
| Серебряная Белка                                 | Серебряный Сёрфер              | Белка                                        | Peter Porker, the Spectacular Spider-Ham #8                       |
| Собату                                           | Наблюдатель Уату               | Собака                                       | Peter Porker, the Spectacular Spider-Ham #8                       |
| Ктотату                                          | Наблюдатель Уату               | Сова                                         | Marvel Tales #237                                                 |
| Кващ и Бармеч                                    | Плащ и Кинжал                  | Лягушка и Барсук                             | Peter Porker, the Spectacular Spider-Ham #16                      |
| Муравей Муравей                                  | Хэнк Пим                       | Муравей                                      | Peter Porker, the Spectacular Spider-Ham #11                      |
| Пескарь                                          | Песочный человек               | Ламантин                                     | Peter Porker, the Spectacular Spider-Ham #11                      |
| Галактунос                                       | Галактус                       | Утконос                                      | Peter Porker, the Spectacular Spider-Ham #12                      |
| Ник Бурый Агент О. В.Ц. А.                       | Ник Фьюри                      | Медведь                                      | Peter Porker, the Spectacular Spider-Ham #13                      |
| Дронт Дуган                                      | Дум-Дум Дуган                  | Дронт                                        | Peter Porker, the Spectacular Spider-Ham #13                      |
| Кангуру Завоеватель                              | Канг Завоеватель               | Кенгуру                                      | Peter Porker, the Spectacular Spider-Ham #15                      |
| Альтрог                                          | Альтрон                        | Горилла                                      | Peter Porker, the Spectacular Spider-Ham #15                      |
| Крякула                                          | Дракула                        | Утка                                         | Peter Porker, the Spectacular Spider-Ham #13                      |
| Фантастическая Шкурка                            | Фантастическая четвёрка        | Разные                                       | Peter Porker, the Spectacular Spider-Ham #1                       |
| Мистер Сохатик (Фантастическая Шкурка)           | Мистер Фантастик               | Лось                                         | Peter Porker, the Spectacular Spider-Ham #1                       |
| Невидимая горилла (Фантастическая Шкурка)        | Невидимая леди                 | Горилла                                      | Peter Porker, the Spectacular Spider-Ham #1                       |
| Обезьяна-факел (Фантастическая Шкурка)           | Человек-факел                  | Горилла                                      | Peter Porker, the Spectacular Spider-Ham #1                       |
| Медвежество / Бен Гризли (Фантастическая Шкурка) | Существо                       | Гризли                                       | Peter Porker, the Spectacular Spider-Ham #1                       |
| Подместители                                     | Мстители                       | Разные                                       | Peter Porker, the Spectacular Spider-Ham #15                      |
| Легавая ведьма (Подместители)                    | Алая ведьма                    | Собака                                       | Peter Porker, the Spectacular Spider-Ham #15                      |
| Жуть (Подместители)                              | Ртуть                          | Утка                                         | Peter Porker, the Spectacular Spider-Ham #15                      |
| Куриный глаз (Подместители)                      | Соколиный глаз (Marvel Comics) | Курица                                       | Peter Porker, the Spectacular Spider-Ham #15                      |
| Чёрная Панда (Подместители)                      | Чёрная пантера (Marvel Comics) | Панда                                        | Peter Porker, the Spectacular Spider-Ham #15                      |
| Свизжен (Подместители)                           | Вижен                          | Голубь                                       | Peter Porker, the Spectacular Spider-Ham #15                      |
| Барон Зебро                                      | Барон Земо                     | Зебра                                        | Peter Porker, the Spectacular Spider-Ham #16                      |
| Безумный Вонитель                                | Безумный мыслитель             | Скунс                                        | Peter Porker, the Spectacular Spider-Ham #16                      |
| Грязный Свиноид                                  | Грозный Андроид                | Свинья                                       | Peter Porker, the Spectacular Spider-Ham #16                      |
| Мандахвост                                       | Мандарин                       | Кошачий лемур                                | Peter Porker, the Spectacular Spider-Ham #16                      |
| Ву Ву Ду                                         | Фин Фан Фум                    | Дракон                                       | Peter Porker, the Spectacular Spider-Ham #16                      |
| Грызулья                                         | Гаргулья                       | Суслик                                       | Peter Porker, the Spectacular Spider-Ham #14                      |
| Карасьтель / Фрэнк Караспл                       | Каратель                       | Рыба                                         | Marvel Tales #212                                                 |
| Свиной Фарш                                      | Веном                          | Свинья/Симбиот                               | What The--?! #20                                                  |
| Шавкер                                           | Шокер                          | Собака                                       | Marvel Tales #201                                                 |
| Флэш Надгробсон                                  | Надгробие/Флэш Томпсон         | Медведь                                      | Marvel Tales #227                                                 |
| Капитан Всезверная                               | Капитан Вселенная              | Космическая сила/Свинья (носитель Свин-Паук) | Marvel Tales # 236                                                |
| Аня-муравей                                      | Аня Коразон                    | Муравей                                      | Spider-Man Family #1                                              |
| Свинето                                          | Магнето                        | Свинья                                       | Ultimate Civil War Spider-Ham #1                                  |
| Непобедимый Капитан Свинерика                    | Капитан Америка                | Свинья                                       | Ultimate Civil War Spider-Ham #1                                  |
| Зелёный Халкодец (и яйца)                        | Халк                           | Свинья                                       | Ultimate Civil War Spider-Ham #1                                  |
| Свиномглава                                      | Сорвиголова                    | Свинья                                       | Ultimate Civil War Spider-Ham #1                                  |
| Отбит                                            | Гамбит                         | Свинья                                       | Ultimate Civil War Spider-Ham #1                                  |
| Железный Свин                                    | Железный человек               | Свинья                                       | Ultimate Civil War Spider-Ham #1                                  |
| Свиномаха                                        | Росомаха                       | Свинья                                       | Ultimate Civil War Spider-Ham #1                                  |
| Фантатствинческая четвёрка                       | Фантастическая четвёрка        | Свиньи                                       | Ultimate Civil War Spider-Ham #1                                  |
| Свин-Муравей                                     | Хэнк Пим                       | Свинья                                       | Ultimate Civil War Spider-Ham #1                                  |
| Девушка-Хрюшка                                   | Девушка-паук с Земли-982       | Паук/Свинья                                  | Amazing Spider-Man Family #4                                      |
| Зелёный Гоблюк                                   | Зелёный Гоблин                 | Индюк                                        | Amazing Spider-Man Family #4                                      |
| Углектро                                         | Электро                        | Электрический угорь                          | Spider-Ham 25th Anniversary Special #1                            |
| Мистерилла                                       | Мистерио                       | Горилла                                      | Spider-Ham 25th Anniversary Special #1                            |
| Пандапул                                         | Дэдпул                         | Панда                                        | Deadpool kills Deadpool #2-4                                      |
| Утка-Говпул                                      | Дэдпул/Утка Говард             | Утка                                         | Deadpool kills Deadpool #2                                        |
| Рекспул                                          | Дэдпул                         | Тираннозавр                                  | Deadpool Kills Deadpool                                           |
| Пёспул                                           | Дэдпул                         | Собака                                       | Deadpool Corps                                                    |

## Другие появления

### Телевидение
- Свин-Паук появился в мультсериале Совершенный Человек-паук.[4]. В эпизоде «Полёт Железного Паука», Железный Человек показал Человеку-пауку машину, которая может рассеять любой физический объект по параллельным вселенным. Человек-паук ненадолго представил, как в результате он превращается в Свина-Паука. А в серии «Беги, Свин, Беги», Локи притворяется продавцом хот-догов, чтобы дать Человеку-пауку заколдованный хот-дог, которой превратит его в свинью, в качестве расплаты за то, что Паук постоянно разрушает его планы. Именно тогда появились лучшие охотники Асгарда во главе с Палачом и устроили Дикую Охоту на Свина-Паука. На выручку Свину-Пауку прибыл Тор, догадавшись, что Локи хотел убить его. Во время погони Тор сообщил Свину-Пауку, что ему надо остаться в живых до заката, и тогда охотники отступят. Ему удаётся это, и тогда Локи пытается сам его убить, но охотники ему мешают, после чего Питер возвращается в свой настоящий облик и мстит злодею.

Настоящий Свин-Паук появился в Spider-Verse ч. 2, озвученный Бенджамином Дискином. В этой версии Питер Поркер получил свои способности от паука, который упал в тесто для блинчиков тёти Мэй, тем самым наделив его своими витаминами и силами, превратив в Свина-Паука. Он использовал свои способности во благо, и даже присоединился к Мстителям, но решил бросить карьеру супергероя из-за Джей Диена Джакала, который в своих репортажа насмехался над ним и в итоге заклеймил неудачником. Но после ободряющего разговора с Человеком-пауком (которого он принял за обезьяну), Поркер решает вновь стать Свином-Пауком чтобы помочь сразить Гоблина, которому удалось получить образец ДНК из его подбородка. Появившаяся Железная Мышь снова предлагает Поркеру место в команде Мстителей, на что он с готовностью согласился. В «Spider-Verse» ч. 4, Свин-Паук появляется, чтобы помочь команде Людей-пауков победить Паука-Гоблина и Электро.

### Компьютерные игры
- В игре Spider-Man: Web of Shadows, Человек-паук невзначай упоминает Поркера во время беседы.
- Свин-Паук появился в игре Spider-Man: Shattered Dimensions, однако озвучивающий его актёр не указан в титрах. Во вступительном ролике, Мадам Паутина показывает изображения различных альтернативных вселенных Человека-паука, и, заметив на одной из них Свина-Паука, восклицает: «Это что… нарисованная свинья?». В сцене после титров, Свин-Паук появляется перед Мадам Паутиной, запоздало ответив на её призыв спасти вселенную: «Так, что я тут пропустил?».
- Один из Людей-Пауков, при победе в игре Marvel vs. Capcom 3: Fate of Two Worlds восклицает: «Отец, держу пари, тебя побьёт даже Свин-Паук!».
- Свин-Паук был доступным героем для покупки в Marvel Super Hero Squad Online в марте 2014, в честь юбилея игры.
- Свин-Паук появился в качестве камео в Spider-Man: Edge of Time. Его можно увидеть запертым в капсуле в здании Алхимикс (Глава 15). Также, он появляется в титрах на одном из рисунков Питера, в шутку сражающимся с Человеком-пауком 2099.
- Свин-Паук присутствует в Marvel Heroes. Его можно купить в качестве домашнего питомца.
- В игре Marvel: Contest of Champions добавлен Свин-Паук в качестве игрового персонажа.

### В кино
- Свин-паук появляется вместе с остальными людьми-пауками в полнометражном мультфильме Человек-паук: Через вселенные[5][6]. Наряду с Людьми-пауками оказывается в измерении Майлза Моралеса, заменившего погибшего Питера Паркера, из-за машины для связи с параллельными мирами, созданной людьми Уилсона Фиска. Во время последней стычки с бандой Кингпина, спасает Пени Паркера от Скорпиона, и наряду с ней и Человеком-Пауком Нуар побеждает его до того как сам вместе с Людьми-Пауками возвращается в свой мир.
- Про Свина-паука Sony планирует отдельный полнометражный мультфильм и мультсериал[7][8].
- В мультфильме «Застрявший в ветчине» (2019) показано, что было до того, как Свин-Паук оказывается в измерении Майлза Моралеса.

### Разное
- В пародийном комиксе Twisted Toyfare Theater «Четыре сети и одни похороны» Свин-Паук является одним из подаваемых блюд на похоронах Волшебного Человека-паука.
- В полнометражном мультфильме Симпсоны в кино, Гомер заводит себе поросёнка, которого называет «Свин-паук», а затем переименовывает его в Гарри Пупера. Позже, Свин-паук несколько раз появлялся в качестве камео в Симпсонах. Например, в заставке одного эпизода, он пролетает через экран на паутине, словно Человек-паук.

## Признание
В августе 2009, Свин-Паук вошёл в десятку «самых чудных персонажей Marvel», по версии TIME.